# Пальмира (футбольный клуб)
«Пальмира» (укр. ФК «Пальміра» Одеса) — украинский футбольный клуб из города Одесса. Принимал участие в чемпионатах Украины 2003/04 и 2004/05 среди команд второй лиги. Перед началом сезона 2005/06 снялся с чемпионата.

## Прежние названия
- 1999—2000: «Черноморец-Ласуня» Одесса;
- 2000—2003: «Ласуня» Одесса;
- 2003: «Ласуня-Транссервис» Одесса;
- 2003—2005: «Пальмира» Одесса.

## Достижения

### В чемпионатах Украины
- Сезоны 2003/04, 2004/05: 56 игр, 25 побед, 9 ничьих, 22 поражения, разность мячей 65-62.
- Наивысшее достижение: 5-е место (2004/05).
- Самая крупная победа — 3:0 (ПФК «Севастополь» в 2004/05).
- Самое крупное поражение — 1:6 («Звезда» Кировоград в 2004/05).
- Больше всего игр провел — Алексей Жуков (50 матчей).
- Лучший бомбардир — Юрий Яськов (18 мячей).

### В розыгрышах Кубка Украины
- Сезоны 2003/04, 2004/05: 3 игры, 2 ничьи, 1 поражение, разность мячей 3-5.
- Наивысшее достижение: выход в 1/16 финала (2003/04).
- Больше всего игр провели — Игорь Александрович, Юрий Букель и Денис Вакарь по 3 матча.
- Лучший бомбардир — Алексей Говера (2 мяча).